# Flagpole Jitters
Flagpole Jitters é um filme curta metragem estadunidense de 1956 dirigido por Jules White. É o 169º de um total de 190 filmes da série com os Três Patetas produzida pela Columbia Pictures entre 1934 e 1959.

## Enredo
Os Três Patetas estão a dormir quando são acordados pelas batidas feitas pela vizinha do andar de cima. Ela é Mary e vive em cadeira de rodas então os Patetas a ajudam preparando de forma bem atrapalhada seu café da manhã. A moça não consegue receber um seguro pois o agente da seguradora desconfia dela para indignação do trio. Os Patetas saem para trabalhar em um teatro onde colocam cartazes do hipnotizador Svengarlic. Svengarlic quer criar uma distração para que seus capangas roubem um banco. Ele vê os Patetas e os hipnotiza, fazendo com que subam em um mastro de bandeira no topo de um grande edifício. No meio da apresentação, Svengarlic sofre um acidente e os Patetas despertam do hipnotismo. Ao se verem naquela situação eles quase caem do mastro que depois se quebra e com isso atravessam uma janela do edifício, bem onde os bandido explodiam um cofre. A polícia chega e prende os assaltantes, avisando haver uma recompensa pela captura deles e os Patetas ficam contentes pois com o dinheiro poderão pagar a operação em Mary que lhe permitirá voltar a andar.